# Mistlur

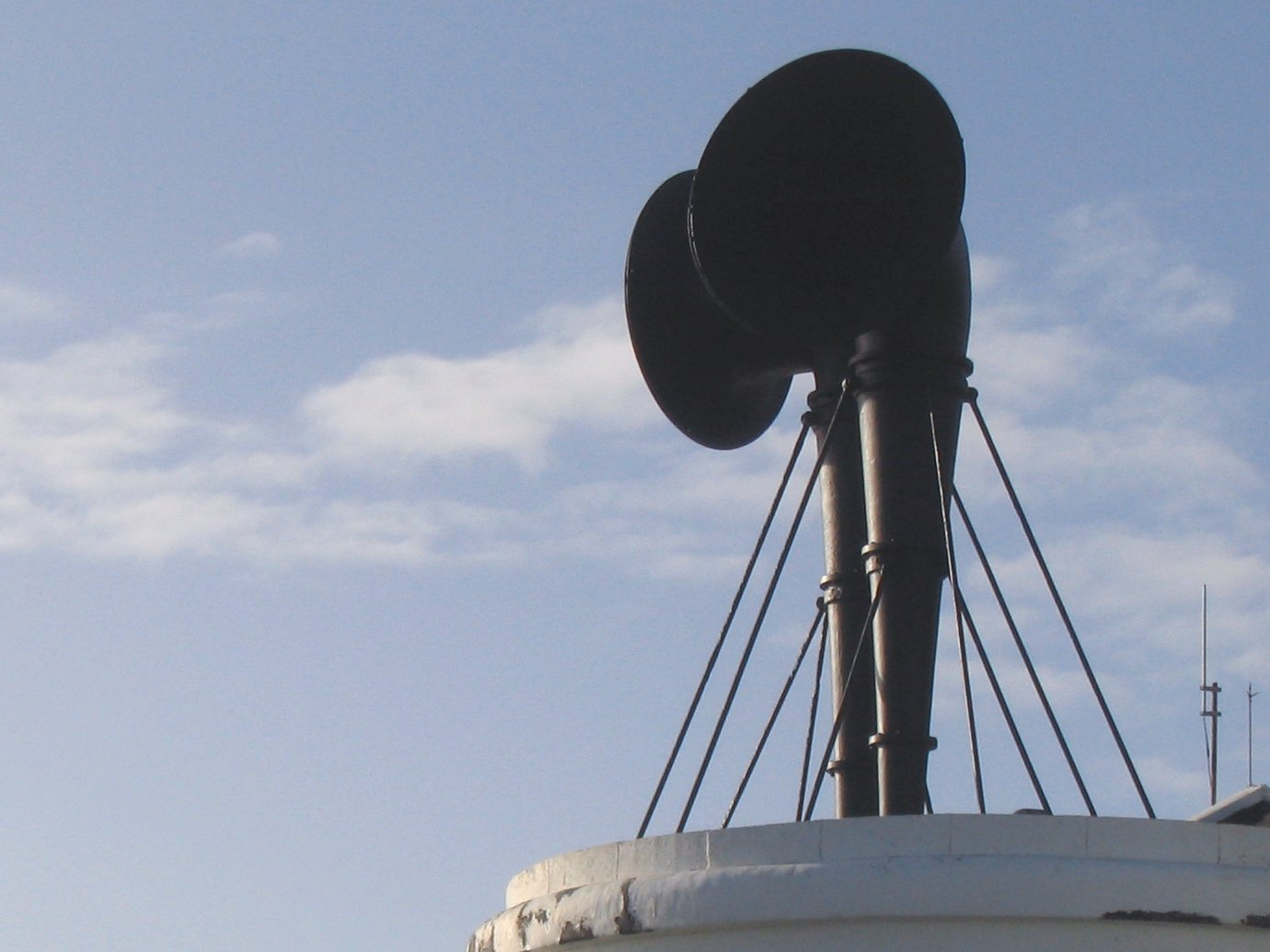
Mistlurar vid Lizard Point i Cornwall. Här används sirener för att frambringa ljud.

Mistlur, (från engelska eller nederländska mist, som betyder 'dimma') anordning för att avge ljudsignaler till sjöss, framförallt vid dimma (mistsignal).

## Mistlurar på fartyg
Fartyg skall enligt i Sjövägsreglerna noga fastställda normer vara försedda med anordning att avge ljudsignaler, allt från fritidsbåtars signalhorn, till tryckluftdrivna fartygsvisslor (kallas ofta "tyfon", fast det är ett varumärke) som för fartyg över 200 m längd måste avge en signal på 130 dB. Vid sidan av mistluren används också skeppsklockan för vissa signaler.

## Fasta mistlurar
Fasta mistlurar fanns tidigare vid de flesta stora fyrar i havsbandet. På slutet av 1800-talet utgjordes dessa av klockor eller kanoner. De senare avfyrades med vissa mellanrum vid dimma. Sirener, drivna av luft från kompressorer, användes senare.

### Tyfon
Tyfonen är en svensk uppfinning patenterad 1920 av Helge Rydberg vid Kockums mekaniska verkstad AB. Den utgörs av ett membran som sätts i rörelse av en gasström, ursprungligen ånga men senare tryckluft. Ljudet förstärks av en eller två ljudtrattar. Tyfonen kom ut på marknaden år 1921, och den första fyrstation som erhöll en sådan var Hakens fyr år 1923. Den vanligaste typen har en räckvidd på omkring 5 distansminuter. Tyfoner har använts i många fasta installationer och på fartyg.

### Nautofon
Nautofonen är en elektrisk mistlur. Ljudet åstadkoms av ett membran som sätts i svängning av elektromagneter. Membranets svängningar förstärks via en ljudtratt framför membranet. I Sverige har nautofonen använts på många fyrstationer. Den första nautofonen i Sverige uppsattes på Hållö år 1928.